# Chlorops nigricornoides
Chlorops nigricornoides är en tvåvingeart som beskrevs av Curtis W. Sabrosky 1977. Chlorops nigricornoides ingår i släktet Chlorops och familjen fritflugor.
Artens utbredningsområde är Taiwan. Inga underarter finns listade i Catalogue of Life.